# Flann Sinna
Flann Sinna, noto anche come Flann of the Shannon (in irlandese: Flann na Sionainne; 847 o 848 – 25 maggio 916), fu il Re di Mide dall'877 alla sua morte. Figlio di Máel Sechnaill mac Máele Ruanaid del Clan Cholmáin, un ramo degli Uí Néill del sud, è considerato un Re Supremo d'Irlanda. Sua madre Land Ingen Dúngaile era una sorella di Cerball mac Dúnlainge, re di Osraige.
Flann fu nominato re supremo d'Irlanda, noto anche come re di Tara, in seguito alla morte del suo cugino e patrigno Áed Findliath il 20 novembre 879. Il regno di Flann seguì il solito schema dei re supremi irlandesi, riscuotendo ostaggi e tributi da Leinster e proseguendo con le guerre con Munster, Ulster e Connacht. Flann ebbe più successo della maggior parte dei re d'Irlanda; tuttavia, piuttosto che i successi militari e diplomatici del suo regno, sono le sue dichiarazioni di propaganda, sotto forma di alte croci monumentali che nominano lui e suo padre quali re d'Irlanda, a essere eccezionali.
Flann potrebbe avere avuto l'intenzione di abbandonare la tradizionale successione alla Regalità di Tara, in base alla quale i rami nord e sud degli Uí Néill detenevano alternativamente il potere sovrano, ma tali piani vennero contrastati quando il suo figlio favorito Óengus fu ucciso da suo genero e poi successore Niall Glúndub, figlio di Áed Findliath, il 7 febbraio 915. Gli altri figli di Flann sollevarono rivolte e la sua autorità crollò.

## L'Irlanda nella Prima Epoca Vichinga

Principali divisioni politiche dell'Irlanda intorno al 900, Mide (Meath) è evidenziato.

L'epoca vichinga in Irlanda iniziò nel 795 con attacchi ai monasteri sulle isole di Rathlin, Inishmurray e Inishbofin. Nei successivi vent'anni le incursioni dei Vichinghi - chiamati "Stranieri" o "Gentili" nelle fonti irlandesi - furono di piccole dimensioni, poco frequenti e in gran parte limitate alle coste. Gli Annali dell'Ulster riportano incursioni in Irlanda solo in cinque dei primi vent'anni del IX secolo. Negli anni 820, ci sono testimonianze di incursioni più grandi nell'Ulster e nel Leinster. La portata, le dimensioni e la frequenza degli attacchi aumentarono negli anni '30. Nell'837, flotte vichinghe operavano sui fiumi Boyne e Liffey nell'Irlanda centrale, e nell'839 una flotta era stanziata sul Lough Neagh nel nord-est.
I documenti indicano che le prime basi vichinge permanenti furono stabilite nell'841, vicino a Dublino e Annagassan. Altri insediamenti fortificati furono stabiliti nei decenni successivi a Wexford, Waterford, Limerick e Cork. È in questo periodo che vengono riporati i nomi dei capi degli scandinavi stanziati in Irlanda. Turgesius, citato da Giraldus Cambrensis come conquistatore dell'Irlanda e figlio dell'Harald Fairhair delle saghe scandinave, è uno di questi. Fu catturato e annegato nel Lough Owel da Máel Sechnaill nell'845. Si dice che Máel Sechnaill abbia ucciso settecento stranieri nell'848, e il re del Munster Ólchobar mac Cináeda ne uccise altri 200, tra cui un conte di nome Tomrair, l' "erede designato del re di Laithlind ".
Nell'849 apparve una nuova forza, gli "Oscuri Stranieri". Probabilmente danesi, le loro attività erano dirette contro gli "Stranieri" già in Irlanda. Una grande battaglia navale combattuta nel Carlingford Lough nell'853 si concluse con una vittoria per i nuovi arrivati. Nello stesso anno giunse un'altra forza, i "Chiari Stranieri", guidati da Amlaíb, "figlio del re di Laithlind", e Ímar . Dagli anni '40 in poi, gli Annali frammentari d'Irlanda e gli annali irlandesi riportano frequenti alleanze tra "Stranieri" e re irlandesi, soprattutto dopo l'apparizione di Amlaíb e Ímar come sovrani di Dublino.
Gli ultimi anni '60 videro una riduzione dell'attività degli stranieri - sebbene gli Annali riferiscano con indignazione che essi saccheggiarono gli antichi tumuli a Newgrange, Knowth e Dowth nell'863 - con le forze di Dublino attive nella terra dei Pitti e nell'assedio di sei mesi di Dumbarton Rock. Áed Findliath approfittò della loro assenza per distruggere le fortezze vichinghe nel nord dell'Irlanda. Amlaíb lasciò definitivamente l'Irlanda nell'871 e Ímar morì nell'873. A seguito della loro scomparsa avvennero frequenti cambi di comando tra gli stranieri e vi sono testimonianze di una grande quantità di conflitti interni nei decenni successivi.

## Máel Sechnaill mac Maíl Ruanaid

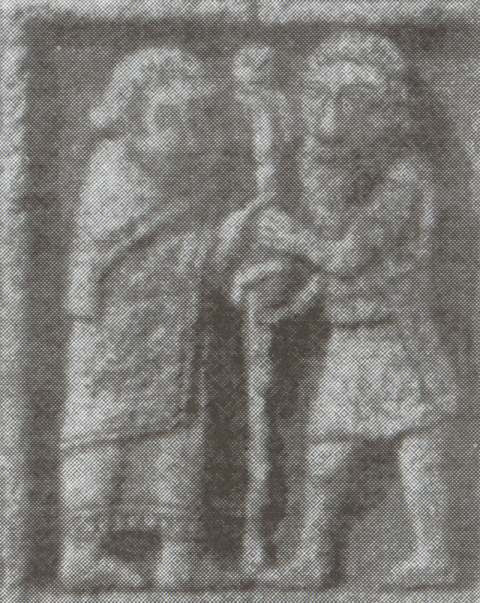
Chierico e re che piantano un paletto, da un pannello sulla faccia est della Croce delle Scritture presso Monastero di Clonmacnoise. Le figure rappresentano probabilmente San Ciarán e il lontano antenato di Flann Diarmait mac Cerbaill nell'atto di fondare Clonmacnoise.

La creazione di un potere sovrano d'Irlanda, come lo esercitavano i re da Flann a Brian Bóruma, Muircheartach Ua Briain e Tairrdelbach mac Ruaidri Ua Conchobair (Turlough O'Connor), potrebbe essere dovuto tanto alla minaccia sollevata da Feidlimid mac Crimthainn, dell'Eóganachta di Cashel ( Eóganachta Chaisil ), re di Munster, quanto alle incursioni dei Vichinghi in Irlanda.
Gli uomini di Feidlimid devastarono in lungo e in largo l'Irlanda, spingendosi a nord fino al Cenél nEógain, nel cuore di Inishowen . Secondo le fonti storiche di Munster, Feidlimid, attingendo al sostegno del clero di Cashel e della sua stessa potenza militare, si no Tara. Sebbene venne sconfitto in battaglia nell'841 da Niall Caille del Cenél nEógain, secondo alcuni il re supremo, i successi di Feidlimid furono eccezionali. Era infatti dai tempi di Congal Cáech dei Dál nAraidi, re di Ulaid all'inizio del VII secolo, che non vi era più stato, in nessun caso, un re di Tara che non fosse uno degli Uí Néill.
Alla morte di Niall Caille nell'846, la regalità di Tara passò al padre di Flann Sinna, Máel Sechnaill. Feidlimid morì l'anno seguente e Máel Sechnaill procedette a espandere il suo potere tramite la guerra e la diplomazia. Ciò che è degno di nota dell'espansionismo di Máel Sechnaill, normale per i re irlandesi, non è il fatto stesso che sia accaduto, ma piuttosto il linguaggio che viene utilizzato per descriverlo. Gli Annali dell'Ulster si riferiscono agli eserciti di Máel Sechnaill, non come gli "uomini di Mide", o "del Clann Cholmáin", ma come gli "uomini d'Irlanda" (una spedizione co feraib Érenn è riportata nell'858). Accanto a questa novità, i termini goídil (Gaeli), gaill (stranieri) e gallgoídil (vichingo-gaelici) diventano più comuni, insieme a frasi come i Gaíll Érenn (gli stranieri d'Irlanda, utilizzato per fare riferimento alle vichingo-gaelici del Coste irlandesi).
Alla sua morte, nell'862, il necrologio di Máel Sechnaill lo descrisse portante il titolo di "re di tutta l'Irlanda" (in irlandese arcaico rí hÉrenn uile).

## Áed Finnliath
Alla morte di Máel Sechnaill la regalità di Uí Néill tornò al ramo settentrionale, rappresentato da Áed Findliath, figlio di Niall Caille . Áed iniziò il suo regno sposando la vedova di Máel Sechnaill, la madre di Flann, Land († 890), figlia di Dúngal mac Cerbaill, re di Osraige. Áed ebbe alcuni notevoli successi contro i Vichinghi e fu attivo contro Laigin. Tuttavia, la sua autorità non fu accettata neppure tra gli Uí Néill del sud. I documenti storici indicano che sei volte durante il suo regno, o un anno su tre, non si tenne la grande Fiera di Tailtiu, "sebbene senza una giusta e degna ragione". Quando Áed morì, nell'879, il potere sovrano tornò al ramo meridionale, rappresentato da Flann Sinna.
Durante il regno del suo patrigno, Flann entra nel registro storico. Nell'877, gli Annali dell'Ulster riportano che "Donnchad, figlio di Aedacán, figlio di Conchobor, fu ingannevolmente ucciso da Flann, figlio di Máel Sechnaill". Donnchad, il re regnante di Mide e capo degli Uí Néill del sud, era il secondo cugino di Flann. Il matrimonio di Flann con la figlia di Áed Findliath, Eithne, potrebbe aver avuto luogo prima di prendere il potere, o appena dopo.

## Flann sull'Irlanda
Il regno di Flann iniziò con una richiesta di ostaggi da parte dei re di Leinster . Nell'881 guidò un esercito di irlandesi e "stranieri" nel nord, attaccando Armagh . A differenza dei successivi racconti poetici che considerano i Gaels e gli "Stranieri" i nemici più aspri e che ripropongono gli eventi come una lotta tra nativi e invasori, i re irlandesi in genere non avevano scrupoli ad allearsi con gli Stranieri quando era conveniente. È probabile che una delle sorelle di Flann fosse sposata con un capo norreno o norreno-gaelico. Gerald of Wales offre un resoconto tipicamente inventivo di come è nato questo matrimonio nella sua Topographia Hibernica. Gerald affermò che Máel Sechnaill aveva concesso sua figlia al capo vichingo chiamato Turgesius e che aveva inviato quindici giovani senza barba, travestiti da ancelle della sposa, per uccidere il capo e i suoi più stretti collaboratori.
Gli Annali dell'Ulster riportano che Flann fu sconfitto nell'887 dagli "Stranieri" nella Battaglia del Pellegrino. Tra i morti dalla parte di Flann c'erano Áed mac Conchobair degli Uí Briúin Ai, re di Connacht, Lergus mac Cruinnén, vescovo di Kildare e Donnchad, abate di Kildare. I religiosi irlandesi compaiono comunemente tra i morti nominati nelle battaglie del periodo paleocristiano e vichingo. In quell'anno non si tenne la Fiera di Tailtiu, segno che l'autorità di Flann non fu contestata. La sconfitta di Flann da parte degli "stranieri" fu oscurata dai segni di dissenso tra i loro leader. Nello stesso anno, gli Annali dell'Ulster notano che "Sigfrith figlio di Ímar, re dei norreni, fu ingannevolmente ucciso dal suo parente". Per l'anno seguente, gli Annali riportano una "spedizione di Domnall figlio di Áed [Finnliath] con gli uomini dell'Irlanda del Nord contro gli Uí Néill del sud" e, secondo quanto riferito, nuovamente, nell'888 non fu tenuta la Fiera di Tailtiu.
Nel 892, gli eventi dell'Inghilterra potrebbero aver avuto un impatto in Irlanda, portando alla caduta di Dublino (Áth Cliath) in mano agli irlandesi. Gli Annali, a seguito di un rapporto sulla sconfitta dei Vichinghi da parte dei sassoni - Alfredo il Grande, re di Wessex, fu contemporaneo di Flann - annunciano "un grande dissenso tra gli" stranieri" di Áth Cliath, ed essi si dispersero, una parte di essi seguendo il figlio di Ímar e l'altra il conte Sigfrith". Amlaíb figlio di Ímar fu ucciso nell'897 e, per il 901, gli Annali affermano che "i pagani furono cacciati dall'Irlanda" dagli uomini del Leinster, guidati da Cerball, genero di Flann, e dagli "uomini di Brega", guidati da Máel Finnia figlio di Flannacán.
Nel 901, Máel Ruanaid, figlio di Flann, descritto come "erede designato dell'Irlanda", fu ucciso, probabilmente bruciato in una sala insieme ad altri notabili, dai Luigni di Connaught. Nel 904, Flann fece irruzione nell'Abbazia di Kells per catturare suo figlio Donnchad, che vi si era rifugiato, e decapitò molti dei complici di Donnchad. A questo punto, Flann era stato re regolare d'Irlanda per un quarto di secolo.
Flann intraprese una spedizione contro suo cugino Cellach mac Cerbaill, re di Osraige, nel 905, dopo che Cellach era subentrato a suo fratello Diarmait all'inizio dell'anno. L'anno seguente, nel 906, Flann fece irruzione nel Munster e devastò gran parte di quella regione. Cormac mac Cuilennáin dell'Eóganachta di Cashel, re di Munster, con quello che sarà poi il suo successore Flaithbertach mac Inmainén al suo fianco, razziarono Connaught e Leinster per rappresaglia e, secondo alcuni annali, sconfisse Flann. Una flotta del Munster devastò le coste nello stesso anno.

## Né lancia né spada lo uccideranno
(Berchán, La profezia di Berchán, una storia in versi dell'XI secolo dei re scozzesi e irlandesi .)
Il 13 settembre 908 Flann, aiutato dal genero Cerball mac Muirecáin e Cathal mac Conchobair, re di Connacht, combatté contro gli uomini del Munster, ancora una volta guidati da Cormac e Flaithbertach, nella battaglia di Bellaghmoon (vicino a Castledermot, contea Kildare). Gli Annali Frammentari riportano che molti uomini di Munster non volevano partire per la spedizione, poiché Flaithbertach era caduto da cavallo al raduno, un evento che era stato considerato di cattivo auspicio. Flann e i suoi alleati sconfissero dunque gli uomini del Munster. Cormac, insieme a Cellach mac Cerbaill di Osraige e molti altri notabili, fu ucciso.
Nel 910, ora senza l'aiuto di Cerball, morto per malattia, Flann sconfisse gli uomini di Bréifne. Nel 913 e nel 914, prima Donnchad figlio di Flann, e poi lo stesso Flann, devastarono le terre del sud di Brega e del sud di Connaught. Nella campagna del 914, gli Annali dell'Ulster riportano che "molte chiese furono profanate da [Flann]". Nel dicembre del 914, fu combattuta una battaglia tra Niall Glúndub e Óengus, figlio di Flann. Óengus morì per le ferite subite il 7 febbraio 915, il secondo dei legittimi eredi di Flann a morire prima di lui.
Più tardi nel 915 i figli di Flann, Donnchad e Conchobar, si ribellarono contro di lui, e fu solo con l'aiuto di Niall Glundúb che essi furono costretti a ritornare all'obbedienza. Niall Glúndub impose anche una tregua tra Flann e Fogartach mac Tolairg, re di Brega. In questo momento, Niall sarebbe potuto essere riconosciuto come erede di Flann. Questi, tuttavia, non sopravvisse a lungo, morendo vicino a Mullingar, nella contea di Westmeath, secondo la profezia di Berchán, il 25 maggio 916, dopo un regno di 36 anni, 6 mesi e 5 giorni.
Flann fu seguito come capo del Clann Cholmáin e re di Mide da suo figlio Conchobar, e come re di Tara da Niall Glúndub.

## Famiglia

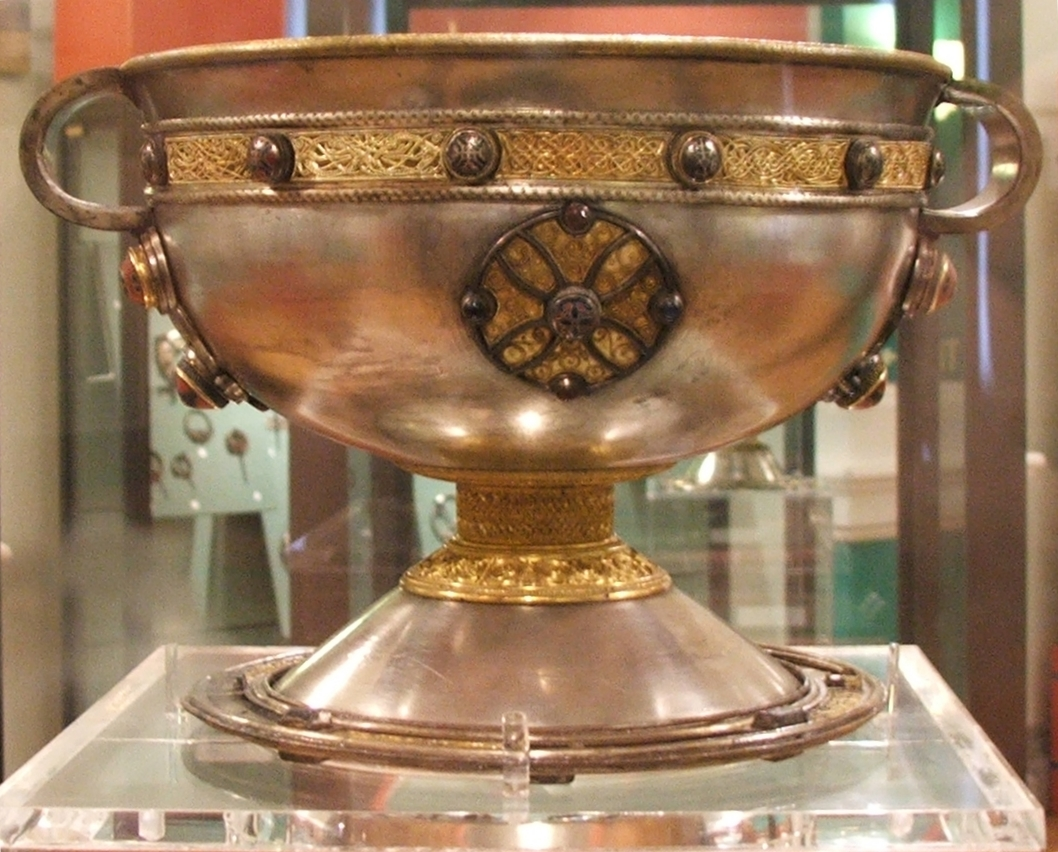
Il calice Ardagh, forse un calice ministeriale reale per un re irlandese del IX secolo.

Flann Sinna si sposò con almeno tre donne diverse, e i suoi figli riconosciuti comprendevano sette maschi e tre femmine.
Il suo matrimonio con Gormlaith ingen Flann mac Conaing, figlia del re di Brega, un alleato chiave del suo patrigno, fu probabilmente il primo. Figli noti di questo matrimonio sono Donnchad Donn, in seguito re di Mide e di Tara, e Gormlaith.
La figlia di Flann, Gormflaith ingen Flann Sinna, divenne argomento di racconti letterari successivi, che la descrivevano come una figura tragica. Dapprima fu sposata con Cormac mac Cuilennáin dell'Eóganachta, che aveva fatto voti di celibato come vescovo. Alla morte di Cormac in battaglia nel 908, combattendo contro il padre di lei, si sposò con Cerball mac Muirecáin degli Uí Dúnlainge, che presumibilmente abusò di lei. Cerball era un alleato chiave del padre di Gormlaith. Dopo la morte di Cerball nel 909, Gormlaith sposò il fratellastro Niall Glúndub, che morì nel 919. Gli Annali di Clonmacnoise parlano di lei, vagante per l'Irlanda dopo la morte di Niall, abbandonata dai suoi parenti e ridotta a chiedere l'elemosina da porta a porta, sebbene si pensi che sia un'invenzione successiva piuttosto che una tradizione basata sui fatti.
Il secondo dei matrimoni noti di Flann fu la sua unione con Eithne, figlia di Áed Findliath, risalente all'877 circa. Il figlio di Flann ed Eithne Máel Ruanaid fu ucciso nel 901. Eithne fu anche sposata con Flannácan, re di Brega, da cui aveva un figlio di nome Máel Mithig, anche se non è chiaro se ciò abbia preceduto il suo matrimonio con Flann. È probabile che Flann abbia divorziato da Eithne per seguire la tradizione di sposare la vedova del suo predecessore, matrigna di Eithne. Eithne morì come suora nel 917.
La sua terza moglie, Máel Muire, che morì nel 913, era la figlia del re dei Pitti, Cináed mac Ailpín. Era la madre del figlio di Flann, Domnall (re di Mide dal 919, ucciso dal fratellastro Donnchad Donn nel 921), e sua figlia Lígach (morta nel 923), moglie del re Síl nÁedo Sláine di Brega, Máel Mithig mac Flannacáin (morto nel 919).
Le madri dei figli di Flann Sinna Óengus (morto nel 915), Conchobar (re di Mide dal 916, morto in battaglia contro gli "Stranieri" insieme a suo cognato Niall Glúndub nel 919), Áed (accecato su ordine di Donnchad Donn nel 919) e Cerball sono sconosciute, e lo stesso vale per sua figlia Muirgel (morta nel 928), probabilmente sposata con un re norreno o norreno-gaelico.

## Valutazione
La successione alternata di Uí Néill settentrionali e meridionali alla regalità di Tara si sarebbe finalmente interrotta al tempo di Brian Boru . Era già sotto pressione prima della vita di Flann Sinna. Due rami dell'Uí Néill - i Cenél Conaill del nord e i Síl nÁedo Sláine del sud - erano già stati esclusi dalla successione dai Cenél nEógain e dal Clann Cholmáin . Molti altri rami degli Uí Néill non avevano mai condiviso la regalità.
Quando il figlio di Flann Máel Ruanaid fu ucciso nel 901, il necrologio negli Annali dell'Ulster afferma: "Máel Ruanaid figlio di Flann figlio di Máel Sechnaill, legittimo erede dell'Irlanda, fu ucciso dai Luigne". Gli Annali dell'Ulster derivano dalla Cronaca d'Irlanda, conservata a Clonmacnoise, il monastero di Flann, e furono forse compilati durante sua vita.
La descrizione di Máel Ruanaid come "legittimo erede dell'Irlanda" suggerisce ad alcuni che Flann avesse pianificato di mantenere la regalità nella sua famiglia, escludendo il Cenél nEógain in quanto il Cenél Conaill e Síl nÁedo Sláine erano stati precedentemente esclusi. L'evidente mancanza di lealtà filiale tra i figli di Flann, essendo stato Donnchad Donn per ben due volte in ribellione contro suo padre, potrebbe aver impedito a tali piani di concretizzarsi. Tuttavia, Óengus è chiamato "erede designato di Temair [Tara]" nell'annuncio della sua morte nel 915.
Benjamin Hudson suggerisce che fu solo la vigorosa campagna elettorale di Niall Glúndub nell'Ulster e nel Connacht dal 913 al 915, insieme alla morte fortuita di Óengus, a portare Niall a essere nominato erede di Flann. Alex Woolf suggerisce che Flann non solo aveva tentato di monopolizzare la successione all'interno della sua famiglia, ma si era avvicinato all'istituzione di una regalità nazionale in Irlanda paragonabile a quella creata dai suoi contemporanei Alfredo il Grande e Edoardo il Vecchio in Inghilterra dal loro Regno di Wessex.
I successivi re del Clann Cholmáin erano discendenti di Flann, così come Congalach Cnogba, la cui genealogia ufficiale lo dichiarò membro dei Síl nÁedo Sláine, primo di quel ramo degli Uí Néill a diventare re di Tara da oltre due secoli, e il cui ultimo antenato agnatico ad avere governato da Tara era l'omonimo Áed Sláine, dieci generazioni prima. Congalach era strettamente legato al Clann Cholmáin. Sua madre era Lígach, figlia di Flann, e sua nonna paterna Eithne era stata la moglie di Flann.
Il figlio di Flann Donnchad Donn, suo nipote Congalach Cnogba e il suo pronipote Máel Sechnaill mac Domnaill, detennero tutti la regalità di Tara, mentre Máel Sechnaill fu l'ultimo dei tradizionali re supremi Uí Néill.

## Immagine
Flann fu servito da Máel Mura Othna (morto nell'887), "capo poeta d'Irlanda". Nell'885 Máel Mura compose il poema di lode Flann for Érinn (Flann sull'Irlanda). Ciò collegò Flann alle azioni del leggendario antenato Uí Néill Túathal Techtmar . Come osserva Máire Herbert, Máel Mura descrive Tuathal come un sovrano del IX secolo che prese ostaggi da re minori, forzò la loro obbedienza e fondò il suo potere sull'Irlanda con la forza. Il re supremo nel Flann per Érinn ha autorità sul fir Érenn (il popolo d'Irlanda) e li conduce in guerra. Questo è molto diverso dal modo in cui la regalità dell'antenato di Flann, Diarmait mac Cerbaill, del VI secolo, è descritta nelle prime fonti.
Una testimonianza concreta delle imprese di Flann sopravvive nelle alte croci erette a Clonmacnoise e Kinnitty per ordine di Flann, che nominano lui e suo padre rí Érenn, "Re d'Irlanda". Allo stesso tempo, l'oratorio di Clonmacnoise fu ricostruito in pietra su ordine di Flann.
A Flann viene attribuito il merito di aver commissionato il primo cumdach noto, una custodia decorata, per il Libro di Durrow.
La figura storica di Flann, seppure con distorsioni anche notevoli dalla biografia, per esigenze di gioco, accompagna il giocatore nell'espansione "L'ira dei Druidi" per il videogioco Ubisoft "Assassin's Creed Valhalla", ove compare anche una versione musicata e cantata del celebre poema che loda la figura del re supremo